# Ман, Томас
То́мас Ман (иногда Мэн, Мен, англ. Thomas Mun; 17 июня 1571, Лондон — 21 июля 1641) — английский экономист, меркантилист. Работал в Англии и Европе с 1620 до 1641 года.

## Взгляды на экономику
Главным видом капитала считал торговый капитал, богатство соотносил с его денежной формой, а источником обогащения признавал лишь торговлю, в которой вывоз товаров преобладает над ввозом, что приносит приращение капитала, богатство. «Надо продавать по возможности дёшево, лишь бы не терять сбыта…»
Ман выдвинул идею, положенную в основу количественной теории денег: увеличение денег в стране находится в зависимости от торговли. В связи с этим рассматривал деньги не только как сокровище, но и как средство обращения и капитал. Богатство рассматривается в его денежной форме как запасы драгоценного металла. Как отдельный торговый капиталист пускает в оборот деньги, чтобы извлечь их с приращением, так страна должна обогащаться путём торговли, обеспечивая превышение вывоза товара над ввозом «… продавать иностранцам ежегодно на большую сумму, чем мы у них покупаем…». Развитие производства рассматривается как средство расширения торговли. Ссудный процент рассматривается как зависимый от торговли, а ссудный капитал — от торгового. Ман категорически выступал против регулирования нормы ссудного процента законодательным путём.
Экономическая политика, которую предлагал Т. Ман, получила в дальнейшем название политики протекционизма, или политики защиты национального рынка. В общем виде эта политика сводится к ограничению импорта и поощрению экспорта и меры, направленные на достижение этого результата, остаются неизменными по сей день.
К ним относятся: протекционистские тарифы на импортируемые товары, квоты,
экспортные субсидии и налоговые льготы экспортерам и т. д. Безусловно, эти меры
не могут быть реализованы без поддержки государства, именно поэтому
представители как раннего, так и позднего меркантилизма считают само собой
разумеющимся активное вмешательство государства в экономические процессы.
Но протекционизм у Т. Мана ограничен, он не требует от правительства заменить весь импорт внутренним производством; он даже допускает косвенное стимулирование импорта, когда говорит: 

…правильной политикой и выгодной для государства будет допускать, чтобы товары, изготовленные из иностранного сырья, вывозились беспошлинно. Эти производства дадут работу множеству бедного народа и сильно увеличат ежегодный вывоз таких товаров за границу, благодаря чему увеличится ввоз иностранного сырья, что улучшит поступление государственных пошлин…
Между прочим, из этой фразы можно сделать выводы, что поздние меркантилисты понимали, что борьба государства с рынком непродуктивна (запрет импорта нанесет больший ущерб экономике, чем открытие внутреннего рынка); что у международной торговли есть какие-то невидимые законы, более сильные, чем государственная политика (они правда не поняли, что эти законы лежат в области производства и не исследовали их); что национальные экономики развиваются по пути специализации производства; что международное разделение труда способно приносить выгоду.

## Сочинения
- «Рассуждение о торговле Англии с Ост-Индией»
- «Богатство Англии во внешней торговле, или Баланс нашей внешней торговли как регулятор нашего богатства».